# Alex Schillings
Alex Schillings (Gulpen, 21 januari 1957) is een hedendaags Nederlands muziekpedagoog, dirigent en trompettist.

## Levensloop
Schillings stamt uit een muzikaal gezin waar de blaasmuziek en de klassieke muziek een belangrijke rol speelden in het dagelijks leven. Op 8-jarige leeftijd kwam hij bij de plaatselijke harmonie als trompettist en hij ging vervolgens naar de muziekschool te Maastricht.
Op 15-jarige leeftijd ging hij trompet, Algemene Muzikale Vorming en Ha-Fa-directie studeren aan het Conservatorium Maastricht. In 1979 en 1980 sloot hij deze studies af. In 1983 behaalde hij het groot Diploma HaFaBra-directie bij zijn docent Rien Rats. Verder studeerde hij orkestdirectie bij Lucas Vis en Anton Kersjes. In 1985 won hij de Zilveren Dirigentenstok tijdens de Internationale Dirigentenwedstrijd van het Wereld Muziek Concours te Kerkrade.
In de tweede helft van de jaren tachtig was hij dirigent van het Kerkraads Symfonie Orkest. Hij dirigeerde vijf jaar lang het semiprofessionele kamermuziekensemble Musica Mosa.
Van 1989 tot 1995 leidde hij de Koninklijke Harmonie "Sainte Cécile" (1880) te Eijsden als dirigent en verder dirigeerde hij het Harmonieorkest "St. Jozef", Kaalheide te Kerkrade en de Fanfare St. Joseph in Meers. Van 1995 tot en met 2001 was hij chef-dirigent van de Johan Willem Friso Kapel uit Assen, van mei 2001 tot en met januari 2002 was hij chef-dirigent van de Koninklijke Militaire Kapel uit Den Haag en vanaf 1 september 2005 tot begin 2011 ook dirigent van de Koninklijke Harmonie van Peer. Daarnaast is hij landelijk consulent voor de blaasmuziek bij de stichting Kunstfactor in Utrecht en sinds 1998 dirigent van het Nationaal Jeugd Harmonie Orkest. Sinds augustus 2004 is hij dirigent van de Brass Band Schoonhoven, vanaf 6 februari 2011 tot februari 2015 was hij dirigent van de Kerkelijke Harmonie "St. Joseph" Weert en sinds juni 2013 is hij dirigent van Harmonie "Concordia" Obbicht.
Hij is vaak te gast als leider van directiecursussen (onder meer Dirigentenkamp "Entornos" te Epen) en hij geeft workshops voor HaFaBra-dirigenten.
Hij is als hoofdvakdocent HaFaBra-directie verbonden aan het ArtEZ Conservatorium te Zwolle en aan het Koninklijk Conservatorium te Den Haag.
- Gemeinsame Normdatei: 134990692
- International Standard Name Identifier: 0000 0000 5553 1344
- Library of Congress Control Number: no00081591
- MusicBrainz: 59740977-88f7-4895-998e-8b622baf6a67
- Nationale Bibliotheek van Tsjechië: jo2016923539
- Nederlandse Thesaurus van Auteursnamen: 344568113
- Virtual International Authority File: 56162329
- WorldCat: E39PBJmhKRxT4btvhHyJcPGT73